# Guilelmus de Lancea
Guilelmus de Lancea (auch Lanicia, Lanicea, Lanitia, Lavicea, Canitia, oder Lancra) war ein Minderbruder aus Aquitanien, der vor etwa 1310 ein Handbuch für Prediger verfasste.

Der Name seines Herkunftsortes ist in den Handschriften in mehreren Varianten überliefert und daher nicht zu identifizieren. Einige Handschriften vermerken, er sei ein Franziskaner aus Aquitanien. In seinem Buch Dietae salutis (Tagesmärsche zum Heil) werden zunächst die Sünden, dann die Buße behandelt, danach die göttlichen Gebote, die evangelischen Räte, die theologischen und Kardinaltugenden, die Gaben des Heiligen Geistes, sieben Seligpreisungen, die Früchte des Heiligen Geistes, das Jüngste Gericht und im zehnten und letzten Abschnitt Hölle und Paradies erörtert. In einem Anhang werden schließlich die Themen dieses Werkes für den Predigtgebrauch erschlossen. Da dieses Werk von Johannes Rigaldi für sein Compendium pauperis (entstanden an einem Zeitpunkt zwischen 1311 und 1317) benutzt wurde, muss es vor diesem entstanden sein. Es ist in zahlreichen Handschriften überliefert, darunter auch eine Handschrift mit einer französischen Übersetzung. Schon im fünfzehnten Jahrhundert wurden die Dieta salutis mehrfach gedruckt, mit einigen dieser Drucke begann die Zuschreibung an Bonaventura, unter dessen gesammelten Werken sie bis ins neunzehnte Jahrhundert gedruckt wurden.

## Edition
- Bonaventura: Opera omnia, ed. Adolphe Charles Peltier. Band 8, Paris 1866, S. 247–358 (Hathi Trust).